# Schémas précoces inadaptés
Les schémas précoces inadaptés (SPI) sont un des éléments centraux de la schémathérapie, thérapie créée par Jeffrey E. Young dans les années 1990, après sa collaboration avec Aaron Beck, pour soigner, notamment, les troubles de la personnalité.
Selon la schémathérapie, dans l'enfance et l'adolescence, à la suite des réponses plus ou moins adaptées aux besoins affectifs fondamentaux de la personne par ses figures d'attachement, elle développe des schémas (ensemble de croyances sur soi-même ou les autres qui découlent de souvenirs, perceptions, émotions vécus par la personne). Lorsque ses schémas sont dysfonctionnels, on les nomme schémas précoces inadaptés (SPI). Il existe cinq catégories de SPI qui sont les carences du lien d'attachement, le manque d'autonomie et de performance, le manque de limites, la dépendance aux autres et l'hypervigilance/l'inhibition. Les SPI peuvent être inconditionnels (se développer tôt et être fondamentaux pour la personne) ou conditionnels (créés en réaction aux SPI inconditionnels). On peut expliquer avec la neuroscience comment se crée un SPI et pourquoi il s'active de manière inadaptée. Les organes en cause sont l'amygdale et le système limbique (mémoire à long terme), le cortex sensoriel (mémoire implicite), le cortex moteur, les noyaux gris centraux et le cervelet (mémoire procédurale).
Les SPI sont maintenus en place de manière inconsciente par plusieurs mécanismes (les distorsions cognitives et sensorielles, le comportement et la dissociation). La personne met en place des stratégies pour s'adapter aux SPI (soumission, fuite ou contre-attaque).

## Historique
Young est issu de la formation de thérapie cognitivo-comportementale (TCC) et a travaillé plusieurs années avec Aaron Beck. Young est parti des schémas cognitifs de Beck et les a modifiés. En effet, en ouvrant son propre cabinet, il s'est rendu compte, avec quelque collègues, des limites de la TCC, notamment dans le traitement des personnes souffrant de troubles de la personnalité.
Il a donc créé un groupe de discussion et fait des études cliniques sur plusieurs années afin de modifier la thérapie et l'adapter aux types de pathologies qu'il rencontrait dans son cabinet. Pour ce qui est des schémas cognitifs, il s'est concentré sur les schémas problématiques créés par la personne dans son enfance ou adolescence, non plus sur tous les schémas créés tout au long de la vie.

## Définition
Les SPI viennent des schémas cognitifs de la TCC, mais il y a une différence importante : pour Beck, les schémas sont des croyances profondes. Comme il n'y a pas de modèle du développement de l'enfant en TCC, les croyances profondes ne sont rien de plus. Pour Young, dans un SPI, la croyance n'est qu'une expression de ce SPI et la seule croyance ne rend pas compte de l'état émotionnel causé par ce dernier : en effet, la croyance s'est développée tôt, donc cela fait des années que la personne l'a intégrée et en souffre. Son développement même a été touché par ce SPI et lorsqu'il est activé, c'est une partie profonde, infantile de son identité qui se révèle.
En effet, à la suite des réponses à ses besoins affectifs fondamentaux de ses figures d'attachements, la personne se forge une opinion sur elle-même (sa valeur personnelle, sa capacité de réguler ses émotions, sa capacité d'être autonome, etc.) et sur ceux qui l'entourent (leur fiabilité par exemple),. Les schémas révèlent l'état des relations entre la personne et ceux qui l'ont entourée durant cette période, ils peuvent donc être sains ou non. Lorsque la personne va grandir, elle va côtoyer d'autres personnes que celles qui ont contribué à créer ces schémas. Si les schémas dus à des comportements néfastes perdurent, ils agissent, pour la personne, comme des à priori dans les relations aux autres et deviennent donc inadaptés : ce sont des schémas précoces inadaptés.  Les SPI s’enrichissent et évoluent tout au long de la vie, mais si un SPI semble surgir de nulle part, c'est qu'il y en avait déjà un préexistant mais non activé ou camouflé par une stratégie d'adaptation.
Young nous dit des SPI qu'ils concernent des sujets récurrents dans la vie de la personne. Les thèmes importants sont repérables dans les pensées automatique de la personne. Ils concernent des sujets tels que l'abandon, la carence affective, l'incompétence, etc. Les schémas perdurent dans le temps car il y a des mécanismes qui les maintiennent en place. Les SPI sont faits de souvenirs, d'émotions, de ressentis corporels.

## Biologie des schémas précoces inadaptés
En neuroscience, le SPI peut être considéré comme un engramme (trace biologique de la mémoire) qui va être codé dans les synapses d'un certain réseau de neurones. Ces synapses, à la suite des connexions qui vont être faites au fur et à mesure des expériences, vont enregistrer une combinaison des différents composants du SPI (souvenirs, émotions, sensations, cognitions). À la suite de quoi le SPI est stocké dans la mémoire à long terme et devient donc inconscient. Les organes impliqués sont l'amygdale et le système limbique pour la mémoire à long terme, le cortex sensoriel pour la mémoire implicite et le cortex moteur, le cervelet et les noyaux gris centraux pour la mémoire procédurale. ça n'est que lorsque certains événements activent le SPI qu'il va venir partiellement à la conscience de la personne car les éléments constitutifs du SPI vont envahir sa conscience à l'instant où il est activé.
Lorsque la personne vit un événement traumatique, le groupe d'informations lié à l’événement a un double traitement:
- Les éléments cognitifs (comme le lieu, la date, les circonstances) sont stockés par l’hippocampe et le néocortex et ces éléments seront inséré dans la mémoire autobiographique de la personne et accessible au rappel volontaire si la personne le souhaite[5].

- L'émotion liée au traumatisme empêche le traitement des éléments émotionnels du souvenir[5]. De ce fait, ils seront stockés par l'amygdale et le système limbique dans la mémoire émotionnelle[5]. Ce qui fait que le rappel à la conscience de ce souvenir sera involontaire et provoqué par certains stimuli[5].

Le circuit amygdalien est beaucoup plus rapide à réagir à un stimuli que celui du cortex. La conséquence est que lorsque la personne est en présence d'un stimuli en rapport avec le traumatisme, la réponse émotionnelle sera déclenchée par l'amygdale, avant de prendre conscience de la nature du stimulus. Or, la voie amygdalienne est plus rapide mais aussi plus primitive en donnant à la personne une vision grossière du stimuli : ainsi, un stimuli qui ressemble au traumatisme, déclenchera une réponse de même intensité que dans le souvenir. Le circuit hippocampo-cortical étant plus adapté et flexible, permet d'obtenir une réponse plus appropriée à la situation, mais il est aussi plus lent à déclencher, ce qui explique que la réponse de ce circuit n'arrive que dans un deuxième temps.

## Origine des schémas précoces inadaptés
Les SPI seraient la conséquence de réponses inadaptées aux besoins affectifs fondamentaux de l'enfant. Il y aurait 5 besoins: l'attachement aux autres (sécurité, l'éducation attentive dans l’acceptation, la stabilité), la liberté d'exprimer ses ressentis et ses besoins, le sens de l'identité, l'autonomie et le sentiment de compétence, le divertissement et la spontanéité, le contrôle de soi même et les limites,
À la suite de ses besoins, il y aurait quatre sortes de vécus précoces qui peuvent entraîner la création de SPI: La non satisfaction des besoins affectifs fondamentaux de l'enfant, le traumatisme ou la victimisation (lorsque l'enfant est maltraité, abusé), l'excès de satisfaction des besoins (en quantité modéré cela lui aurait été bénéfique, mais dans ce cas il lui deviennent néfaste). Il pourra souffrir par exemple d'un manque d'autonomie ou de limites. L'identification sélective d'une figure importante peut également entrainer la création d'un SPI car l'enfant intériorise les comportements, les pensées, les expériences et les émotions d'un parent. Les personnes n'internalisent pas tous les comportements de leur parent: les identifications se font de manière sélective uniquement sur certains sujets. Le tempérament de l'enfant peut déterminer quel sujet sera internalisé (exemple : un enfant au tempérament pessimiste ne pourra intérioriser un fonctionnement optimiste car trop contraire à son fonctionnement).

## Les schémas précoces inadaptés
Il existe des SPI inconditionnels et conditionnels. L'ordre dans lesquels ces SPI doivent être traités en thérapie dépend de chaque personne : en effet, certaines personnes ont trop de défenses pour que le thérapeute puisse avoir accès au SPI et travailler dessus. À l'inverse, parfois certains SPI sont tellement envahissants pour la personne que la thérapie ne peut avancer sans avoir d'abord traité ces SPI.
Il existe des questionnaires pour repérer ces SPI , mais qui ne doivent pas se substituer aux entretiens avec la personne afin de les repérer dans son fonctionnement (certaines défenses peuvent contrer leur mise en lumière en questionnaire).

### Schémas précoces inadaptés inconditionnels
Les SPI inconditionnels sont ceux qui se développent le plus tôt dans la vie de la personne, qui sont les plus fondamentaux dans sa vie et reflètent directement ce qu'a vécu la personne étant enfant vis à vis de ses besoins affectifs fondamentaux : la création du SPI traduit la non satisfaction de ces besoins,. Ces SPI sont des croyances essentielles de la personne sur elle-même et son environnement.

#### Schémas précoces inadaptés liés à des carences du lien d'attachement
Le lien d'attachement a été insécure, la personne aura manqué d'affection, de respect, de stabilité, de sécurité, de soutien, d'acceptation inconditionnelle. Cela engendre des difficultés pour se lier aux autres de manière sécurisée et satisfaisante pour la personne. Ce sont les SPI les plus sévères car les personnes qui en souffrent ont souvent subi de graves dommages avec certaines fois des atteintes au niveau de leur développement neuropsychique. Dans cette catégorie on retrouve les SPI abandon/instabilité, méfiance/abus, manque affectif, imperfection/honte, isolement/aliénation.
Dans le SPI abandon/instabilité, la personne a grandi dans une famille instable et a donc l'impression que les personnes qui sont importantes dans leur vie ne sont pas stables, pourraient les quitter à tout moment pour une autre personne, mourir ou qu'elles sont imprévisibles et pas stables émotionnellement.
Dans le SPI méfiance/abus, la personne a connu des abus (physique, psychique ou sexuel) et s’attend à ce que les autres lui fassent du mal d'une façon ou d'une autre.
Dans le SPI manque affectif, la personne est convaincue que les autre ne lui apporteront pas ce dont il aurait besoin. Il y a 3 catégories d'apports : le manque d'empathie, le manque de protection et le manque d'apports affectifs.
Dans le SPI imperfection/honte, la personne aura le sentiment d'être inférieure aux autres, imparfait, incapable, d'être non désirée ou une mauvaise personne. Cela peut signifier une hypersensibilité à la critique, aux reproches et au rejet. La personne ressent une honte vis-à-vis de ses défauts qu'ils soient internes (colère, égoïsme) ou externe (imperfection physique). La personne peut manquer de confiance en elle-même et avoir des difficultés à se comparer aux autres.
Dans le SPI isolement et aliénation la personne aura le sentiment d'être différent, isolé des autres, de ne pas faire partie d'une communauté.

#### Schémas précoces inadaptés de manque d'autonomie et de performance
Dans leur enfance, les personnes ayant ce type de SPI avaient des parents qui les surprotégeaient, faisaient les choses à leur place ou à l'autre extrême ne s'occupaient pas suffisamment de la personne. Ce traitement aurait contribué à anéantir la confiance en elle de la personne et à l'empêcher de développer un sentiment de compétence en dehors de la maison. La personne est également incapable de se constituer une identité propre et de bâtir sa propre vie. Dans cette catégorie de SPI, on retrouve les SPI dépendance/incompétence, peur des évènements indésirables/incontrôlables, fusion/personnalité atrophiée, échec.
Dans le SPI dépendance/incompétence, la personne se sent incapable d'affronter les responsabilités du quotidien sans une aide extérieure. Cela se traduit souvent par une passivité et un manque d'initiative envahissantes.
Dans le SPI peur des événements inévitables/incontrôlables, la personne a une peur démesurée qu'un événement catastrophique puisse survenir à tout moment. Cela peut porter sur le domaine de la santé, des émotions (perte de la raison, perte de contrôle), catastrophe naturelle ou phobie.
Dans le SPI fusion/personnalité atrophiée, la personne ressent un attachement émotionnel démesuré à une personne ou plusieurs aux dépens de son individualisation et son adaptation sociale. Très souvent, la personne croit qu'au moins un des deux individus ne peut survivre à l'autre ou être heureux sans lui. La personne doute d'elle-même, de sa propre identité, elle fusionne avec les autres ou peut être étouffée par eux. Le ou la patiente se sent vide, sans objectif, voire se questionne sur son existence.
Dans le SPI d'échec, la personne croit qu'elle a échoué, qu'elle échouera inéluctablement et qu'elle est incapable de réussir autant que les autres. La personne se sent souvent ignorante, stupide, inférieure aux autres, inapte...

#### Schémas précoces inadaptés de manque de limites
La personne présentant ce type de SPI a eu des parents trop indulgents qui n'ont pas su poser de limites ou se sont estimés supérieurs aux autres personnes. La personne n'a donc pas appris à obéir aux règles qui sont imposées à tout le monde, à prendre ses responsabilités, à coopérer avec les autres, à s'appliquer un contrôle de soi-même, à prendre en considération ceux qui les entourent. Une fois adulte, ils ont du mal à gérer la frustration et vont plutôt favoriser une satisfaction immédiate plutôt que de privilégier un bénéfice à plus long terme. Dans cette catégorie, on retrouve les SPI de droit personnel/dominance et de manque de contrôle de soi/discipline personnel.
Dans le SPI droits personnels/dominance, la personne affirme être supérieure aux autres et donc d'avoir des privilèges dus à cette supériorité, qu'elle doit pouvoir avoir exactement ce qu'elle veut sans penser le coût pour les autres ou s'affirme avec force. Ils sont plutôt dominateurs, exigeants et manquent d'empathie.
Dans le SPI manque de contrôle de soi/discipline personnelle, le problème principal de la personne est son inaptitude à avoir un autocontrôle suffisant, une incapacité à gérer la frustrations lors d'accomplissement d'objectifs personnels et ne sait pas gérer l'expression de ses émotions ou impulsions. Dans sa forme atténuée du SPI, la personne va éviter ce qui est désagréable : les conflits, les responsabilités, la souffrance, etc.

### Les schémas précoces inadaptés conditionnels
Les SPI conditionnels se développent souvent en réaction à un SPI inconditionnel. La croyance est créée dans le but d'éviter de déclencher ce SPI inconditionnel: ils seraient des tentatives d'adaptation,.

#### Schémas précoces inadaptés de dépendance aux autres
Lors de leur enfance, les personnes ayant développé ce type de SPI, n'ont pas eu la liberté d'exprimer leur tempérament. La construction familiale caractéristique de ces personnes est l'acceptation conditionnelle : pour ressentir l'amour de ses parents, la personne doit mettre de côté ses besoins car les parents donnent plus d'importance à leurs propres besoins/envies qu'à ceux de leur enfant. De ce fait, adultes, ils ne s'écoutent pas et suivent les envies des autres : ils font passer les besoins des autres avant les leurs dans le but d'obtenir de la reconnaissance, de l'affection ou d'éviter un potentiel abandon. Souvent, ils n'ont pas connaissance de leurs envies et besoins. Dans cette catégorie de SPI on retrouve l’assujettissement, abnégation, besoin d'approbation.
Dans l'assujettissement, pour éviter la colère ou l'abandon des autres, la personne se soumet de manière excessive en refoulant soit ses besoins soit ses émotions (surtout la colère). Elle pense que ses émotions et besoins n'ont pas d'importance, la personne est alors très docile et tente, à l'excès, de faire plaisir aux autres. Il y a presque toujours la présence d'une colère non exprimée qui entraîne un comportement passif/agressif, des symptômes psychosomatiques, un retrait affectif ou des expressions de colère non maîtrisées.
Dans l'abnégation, la personne a un besoin excessif de sacrifier ses propres besoins et envies, au détriment de son équilibre personnel. La personne agit ainsi pour éviter que les autres souffrent, ne pas se sentir égoïste, augmenter son estime de soi et avoir un lien affectif avec une personne qu'elle sent dans le besoin. Fréquemment en lien avec une importante sensibilité à la souffrance des autres et une survalorisation du dévouement aux autres. Ressentiment envers les personnes dont il s'occupe car sentiment d'absence de réponse à ses besoins propres.
Dans le besoin d'approbation, la personne a un besoin disproportionné d'attention, d'approbation et d'estime des autres au détriment du développement de sa propre identité. Son estime personnelle est développée en fonction des retours des autres et non de ses propres valeurs et opinions. L'apparence, la réussite, l'argent ont une importance excessive: elle est très sensible au rejet et envie les personnes qui ont mieux réussi. La personne aura tendance à prendre des décisions à propos de sa vie qui ne lui correspondront pas ou ne la satisferont pas.

#### Schémas précoces inadaptés d'hypervigilance et inhibition
Dans cette catégorie de SPI, on retrouve la peur d'événements évitables/négativité, le sur-contrôle, les idéaux exigeants/critique démesurée, la punition.
Dans la peur d'événements évitables/négativité, la personne se concentre sur le négatif et minimise le positif. Elle s'attend à ce que tout tourne mal, a une peur disproportionnée de faire des erreurs et a peur des conséquences qui pourraient en résulter. La personne est donc en général anxieuse, pessimiste, indécise et mécontente.
Dans le sur-contrôle, la personne contrôle de manière excessive ses réactions (sentiments, paroles, comportements) afin d'éviter de perdre le contrôle de ses impulsions ou la protestation des autres. Plusieurs domaines peuvent être concernés: la colère et l'agressivité; les émotions positives, la reconnaissance de ses faiblesses et l'expression de ses ressentis/besoins, la raison est vu comme excessivement prioritaire sur l'émotionnel. La personne est souvent froide, distante et strict.
Dans les idéaux exigeants/critique démesurée, la personne est convaincue de devoir avoir un niveau de perfection très élevée, souvent pour éviter la honte ou la désapprobation. Cela implique une pression constante ainsi qu'une critique de soi même et des autres.  La personne manque d'estime d'elle-même, de relations interpersonnelle, s'accorde peu de plaisir, de détente et peut ne pas s'écouter et ainsi mettre sa santé en péril. Dans ce SPI, la personne est perfectionniste (les détails ont pour elle une importance excessive, et la personne sous estime ses capacités), a des règles rigides (morale, culture, religion) et se préoccupe de manière excessive du temps et de l'efficacité (elle veut toujours faire mieux).
Dans la punition, la personne se montre très intolérante, critique et impatiente si les autres ne parviennent pas au niveau de perfection qu'elle exige. Il lui est très difficile d'accepter les erreurs car les circonstances atténuantes ne sont pas prises en compte et la personne manque de flexibilité, d'empathie et a du mal à reconnaître un point de vue différent du sien.

## Le maintien du schéma précoce inadapté
Lorsqu'il y a un SPI, plusieurs mécanismes peuvent être mis en jeu pour le maintenir. À la suite de ce maintien des SPI, il va y avoir une généralisation: en effet, les SPI vont agir comme des filtres dans les relations de la personne avec d'autres, même s'ils ne sont pas ceux qui contribué à créer ces SPI. Pour maintenir les SPI, il y aura donc des distorsions cognitives et sensorielles, des comportements et un état dissociatif.
Il y a des distorsions cognitives et sensorielles car la personne va accentuer les informations des situations qui confirment le SPI et minimiser voire nier celles qui le contredisent.
Dans son comportement, la personne va avoir tendance, sans qu'elle en soit consciente, à choisir des situations et des relations qui vont maintenir la croyance de son SPI et éviter celle qui risquent de le remettre en question. Beck aura permis de faire la distinction entre les pensées en fonction de leur apparition chronologique: En premier il y a la pensée automatique qui découle directement du SPI, ensuite il y a la conséquence de cette pensée qui crée le comportement, puis il y a les conséquences de ce comportement qui agissent dans le sens du maintien de la croyance du SPI. Burrhus Frederic Skinner a, avec le concept de conditionnement opérant, mis la lumière sur le renforcement, ici du SPI, causé par un comportement immédiat en réponse à l'activation du SPI: la personne se retrouve confrontée au SPI, elle applique une stratégie pour soulager son anxiété et apprend donc que cette stratégie la soulage à court terme. Cela l'invite, inconsciemment, à renouveler ce comportement. À court terme on assiste donc à une augmentation de l'anxiété et du comportement. Ce qui, à long terme renforce le SPI qui avait généré l'angoisse et le comportement adaptatif au départ.
La notion de dissociation est issue des travaux de Pierre Janet. Dans la thérapie des SPI, il y a ce que l'on appelle un mode adulte sain, qui reste séparé des SPI (qui forment un ensemble de système neuronal) par le processus de la dissociation mentale. La partie adulte, n'étant pas capable de gérer les parties émotionnelles générées dans l'enfance, va tenter de bloquer les mémoires et les ressentis du SPI par des stratégies d'adaptation (l'évitement, la soumission ou la contre-attaque du SPI). C'est pourquoi le SPI n'arrive pas à la conscience de la personne, car il y a un blocage émotionnel et cognitif. De ce fait, la personne ne peut tenter de remettre en question son SPI, car elle n'en a pas conscience, il est ainsi maintenu.